# Euphorbe maritime
Euphorbia paralias
Espèce
Classification phylogénétique
L'Euphorbe maritime ou Euphorbe des dunes (Euphorbia paralias L.) est une espèce vivace du genre Euphorbia, principal représentant de la famille des Euphorbiacées. Elle pousse sur les sables du littoral (dunes embryonnaires et mobiles) où elle est souvent très abondante, notamment en Méditerranée.
Autres noms populaires : Euphorbe des sables, Euphorbe du soleil.

## Description

### Appareil végétatif

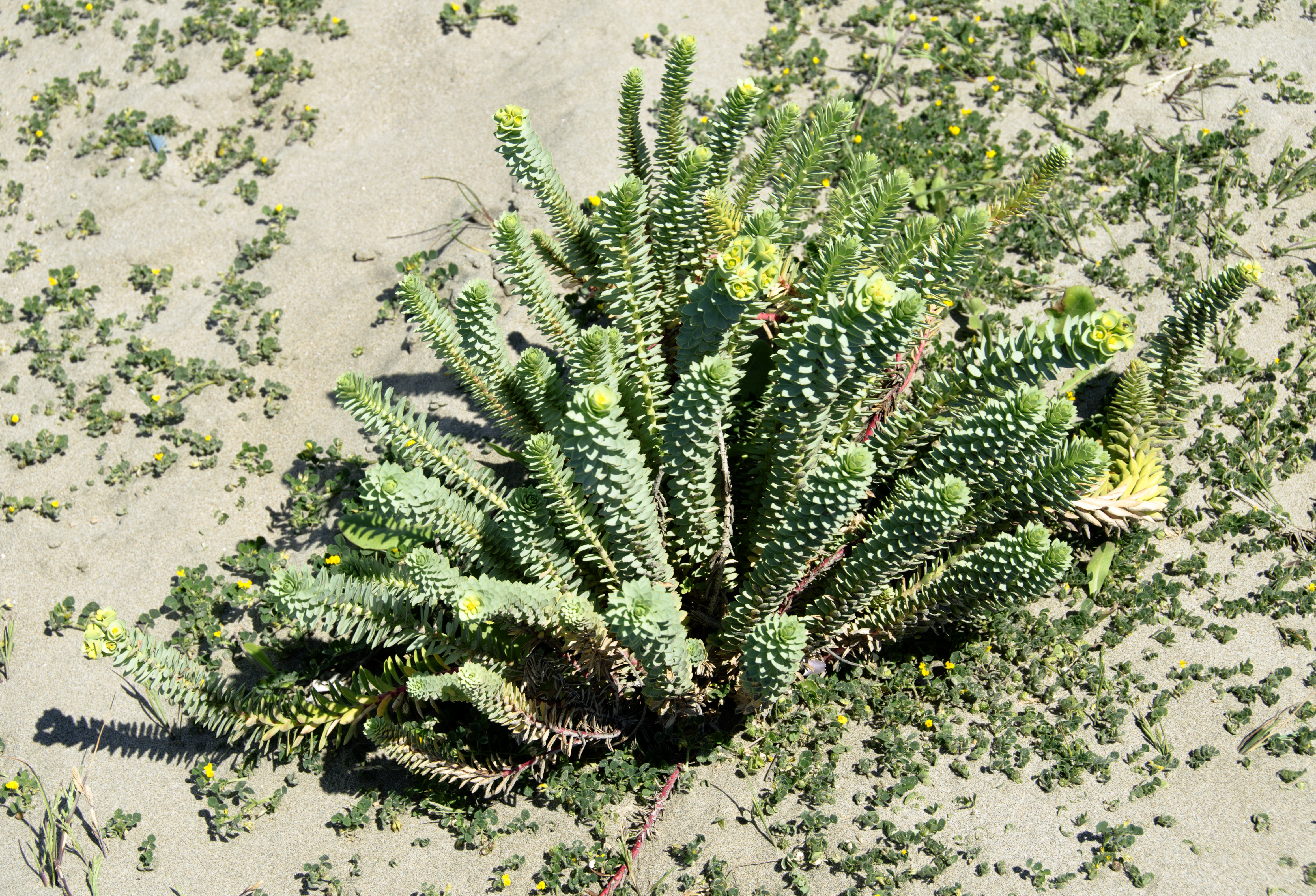
Port de la plante.

Plante herbacée à souche ligneuse, glabre et charnue, de taille moyenne (30 à 60 cm), poussant en touffes souvent très nombreuses. Sa racine pivotante peut s'enfoncer jusqu'à 1 m dans le sable afin de trouver l’eau et les nutriments nécessaire à la survie. Ses tiges érigées (souvent pas plus de 30 cm, et 60 cm au maximum), ramifiées à la base, sont rouges à la base et deviennent plus vertes progressivement tout le long. Elle porte de nombreuses petites feuilles (3 cm de long maximum) alternes, charnues, sessiles, oblongues à ovales (les inférieures obovales-oblongues, les moyennes elliptiques-oblongues, les supérieures ovales) de couleur gris-vert, se chevauchant.

### Appareil reproducteur

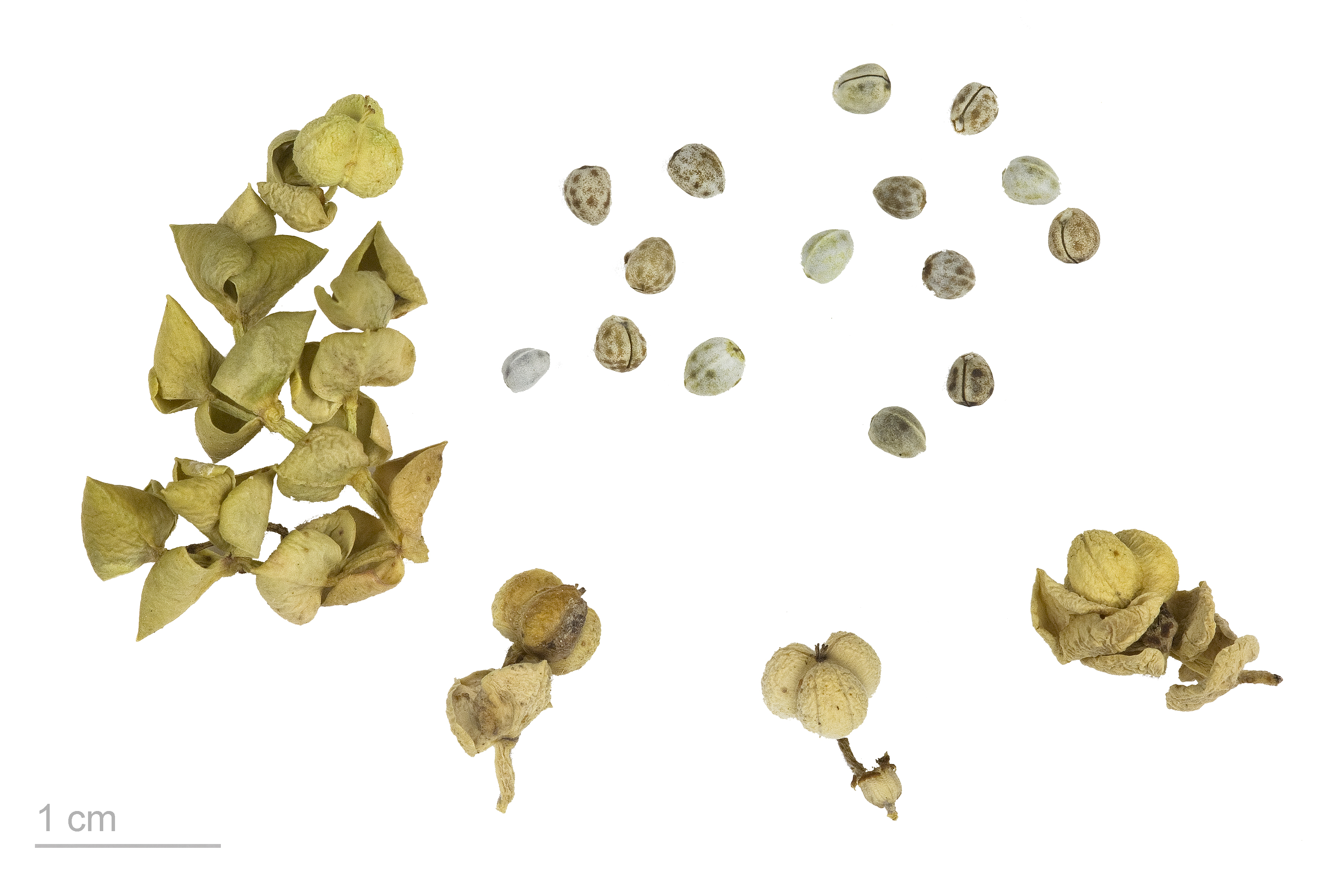
Fruits et graines.

Contrairement à d'autres euphorbes, les ombelles sont très courtes, portant de 3 à 6 rayons principaux. Les cyathes (nom donné aux inflorescences unitaires des euphorbes) sont composés de bractées charnues vert clair, ovales et concaves, formant un involucre d'1.5 mm de longueur. Elles portent des fleurs monoïques, avec des glandes nectarifères réniformes jaunes à extrémités cornues.
La floraison a lieu de mai à septembre. La pollinisation est entomophile (par les insectes, fourmis notamment).
Le fruit est une capsule glabre et granuleuse, de 3-5 mm de longueur et 4.5-6 mm de diamètre. Les graines ovoïdes gris pâle lisses, de 2.5-3.5 mm de longueur ont un petit caroncule. La dissémination est myrmécochore (par les fourmis).

## Écologie et habitat
Plante vivace très commune sur les sables du littoral (psammophyte), parfois aussi parmi les galets fins, depuis la Grande-Bretagne et l'Atlantique jusqu'aux rivages méditerranéens. Cette euphorbe, qui adore la chaleur, fleurit entre mai et septembre et forme avec l'oyat (Ammophila arenaria) une végétation vivace pionnière des sables dunaires méditerranéenne à méditerranéo-atlantique et prépontique.